# لي هونغ جي
لي هونغ جي (بالكورية: 이홍기)‏ (من مواليد 2 مارس 1990 في غوانغجو). هو مغن وكاتب أغاني والمغني الرئيسي في فرقة إف تي آيلاند في موطنه كوريا الجنوبية بدأ مسيرته الفنية عام 2009. وهو أيضا ممثل وكاتب غنائي ومغن مؤلف وعازف قيثارة.
في 18 نوفمبر 2015 أصدر أولى أعماله المنفردة في كوريا الجنوبية بعنوان FM302 في حين أصدر ألبومه الياباني AM302 في 9 ديسمبر 2015.

## حياته
التحق لي بجامعة كيونغ هي لدراسة المسرح والسينما.
بدأ لي علامته التجارية الخاصة «سكولهونغ» في يونيو 2014. وهو يصمم الإكسسوارات والمجوهرات ومنتجات الأظافر المختلفة. كان مقرها في الأصل في سول، ولكن منذ ذلك الحين توسعت أعماله إلى هونغ كونغ وطوكيو واليابان.

## أعمال فنية

### مسلسلات
| سنة  | قناة                   | عنوان                       | دور                | ملاحظات                          |
| ---- | ---------------------- | --------------------------- | ------------------ | -------------------------------- |
| 2002 | نظام البث التربوي      | دراجة السارق                |                    | مسلسل تلفزيوني تعليمي            |
| 2002 | كي بي إس 2             | ماجيك كيد ماسوري (مسلسل)    | صديق ماسوري        | بطولة                            |
| 2004 | نظام البث التربوي      | هناك ضوء على طرف أظافرى     |                    |                                  |
| 2004 | نظام البث التربوي      | Kkangsooni                  | اوه سو بونغ        | مسلسل تلفزيوني تعليمي            |
| 2004 | مؤسسة منهوا للإذاعة    | نقطة التجمد                 | هوان يي            | دور مساعد                        |
| 2005 | نظام البث التربوي      | ازهار الفراشة وعباد الشمس   |                    | مسلسل تلفزيوني تعليمي            |
| 2005 | نظام البث التربوي      | طفل الشتاء                  |                    | مسلسل تلفزيوني تعليمي            |
| 2008 | كي بي إس 2             | زواج لا يمكن إيقافه (مسلسل) | صديق هوانغ سا بايك | ظهور الحلقة 62                   |
| 2008 | نظام بث سول            | على الهواء (مسلسل)          | بشخصيته الحقيقية   | ظهور الحلقة 1                    |
| 2009 | نظام بث سول            | Style (TV series)           | بشخصيته الحقيقية   | ظهور الحلقة 6                    |
| 2009 | نظام بث سول            | أنت جميلة (مسلسل)           | جيرمي              | دور رئيسي                        |
| 2010 | مؤسسة منهوا للإذاعة    | More Charming By the Day    | رجل توصيل دجاج     | ظهور الحلقة 11                   |
| 2010 | نظام بث سول            | حبيبتي الثعلبة (مسلسل)      | جيرمي              | ظهور الحلقة 16                   |
| 2011 | طوكيو برودكاستنغ سيستم | فتاة العضلات! (مسلسل)       | يو جي-هو           | بطولة                            |
| 2011 | كي بي إس 2             | نوريكو تذهب إلى سيول        | كيم مين ها         | بطولة                            |
| 2013 | تي في إن               | تشيونغدام 111 (مسلسل)       | بشخصيته الحقيقية   | عرض واقعي                        |
| 2014 | تشوسون تي في           | عروس القرن (مسلسل)          | تشوي كانج-جو       | بطولة                            |
| 2014 | نظام بث سول            | المزارع الحديث (مسلسل)      | لي مين كي          | بطولة                            |
| 2015 | إس بي إس إم.تي.في      | Coming Out FTISLAND         | بشخصيته الحقيقية   | عرض (مع أعضاء فرقة إف تي آيلاند) |
| 2017 | تي في إن               | ملحمة كورية                 | P.K                | دور رئيسي                        |

### أفلام
| سنة  | عنوان                        | دور       | ملاحظات   |
| ---- | ---------------------------- | --------- | --------- |
| 2013 | العزف على أبواب الجنة (فيلم) | تشونغ يوي | دور بطولة |
| 2014 | كيف تسرق كلبا (فيلم)         | سيوك-غو   | دور مساعد |

### برامج متنوعة
| سنة  | عنوان                             | قناة                | ملاحظات                                   |
| ---- | --------------------------------- | ------------------- | ----------------------------------------- |
| 2008 | الأب الجيد (برنامج)               | نظام بث سول         | عضو في فريق البرنامج                      |
| 2009 | إنكيغايو                          | نظام بث سول         | عضو في فريق البرنامج                      |
| 2009 | فضيحة إمنت أيدول شو               | إمنت                |                                           |
| 2010 | 100 Points Out of 100 و يا مدرستي | كي بي إس 2          | عضو في فريق البرنامج (الحلقة من 1 إلى 12) |
| 2010 | يا مدرستي                         | نظام البث الكوري    | عضو في فريق البرنامج                      |
| 2013 | لقد تزوجنا (برنامج)               | مؤسسة منهوا للإذاعة | عضو في فريق البرنامج (مع فوجي مينا)       |
| 2015 | ملك الغناء المقنع                 | مؤسسة منهوا للإذاعة | متنافس الحلقة 3                           |
| 2017 | ملك الغناء المقنع                 | مؤسسة منهوا للإذاعة | متنافس (الحلقات 105–106)                  |
| 2017 | أكاديمية الحياة (برنامج)          | تي في إن            | عضو في فريق البرنامج                      |
| 2017 | جنية الليل (برنامج)               | جي تي بي سي         | عضو في فريق البرنامج (الحلقة 2- إلى الان) |
| 2018 | البولينغ الأسطوري                 | تشوسون تي في        | عضو في فريق البرنامج                      |
| 2018 | Find F.T. Island                  | يوتيوب              | عضو في فريق البرنامج                      |
| 2018 | انتاج 48 (برنامج)                 | إمنت                | عضو في فريق البرنامج (مدرب صوتي)          |

## روابط خارجية
- لي هونغ جي على موقع IMDb (الإنجليزية)
- لي هونغ جي على موقع ميوزك برينز (الإنجليزية)
- لي هونغ جي على موقع قاعدة بيانات الفيلم (الإنجليزية)
- لي هونغ جي على موقع كينوبويسك (الروسية)